# PR-585
A Rodovia PR-585 é uma estrada pertencente ao governo do Paraná, que faz a ligação entre a rodovia PR-488 (na altura da cidade de Vera Cruz do Oeste) e a rodovia PR-317 (no território do município de Toledo), passando pela cidade de São Pedro do Iguaçu.
Recebeu a denominação Rodovia Egon Pudell pela lei 18.084 de 14 de maio de 2014.

## Trechos da Rodovia
A rodovia possui uma extensão total de aproximadamente 39,3 km, podendo ser dividida em 2 trechos, conforme listados a seguir:
| Ponto de referência                            | Extensão do trecho | Extensão acumulada | Situação    |
| ---------------------------------------------- | ------------------ | ------------------ | ----------- |
| Entroncamento PR-488 (Vera Cruz do Oeste)      | ---                | 0 km               | ---         |
| São Pedro do Iguaçu                            | 14,0 km            | 14,0 km            | Pavimentado |
| Entroncamento PR-317 (no território de Toledo) | 25,3 km            | 39,3 km            | Pavimentado |

Extensão pavimentada: 39,3 km (100,00%)